# 朴亨基
朴亨基（韓語：박형기），韓國電視劇導演。

## 作品列表

### 電視劇
- 2006年：SBS《好想戀愛》
- 2007年：SBS《愛情殺手吳水晶》
- 2010年：SBS《醫生冠軍》
- 2011年：SBS《女人的香氣》
- 2014年：SBS《對我而言可愛的她》
- 2019年：SBS《Secret Boutique》

### 總製作人作品
- 2012年：SBS《我人生中的甘霖》

### 製作人作品
- 2017年：SBS《被告人》

## 外部連結
- NAVER